# Parisfreden (1898)
Parisfreden var en aftale 1898, som førte til, at Spanien opgav sine krav på Cuba, Puerto Rico, dele af Vestindien, Guam og Philippinerne til fordel for USA. For Philippinerne betalte USA $20 millioner dollar. Aftalen blev underskrevet den 10. december 1898 og indebar afslutningen på den spansk-amerikanske krig. Aftalen trådte i kraft den 11. april 1899, da ratificeringerne blev udvekslet.
Aftalen betød, sammen med den tysk–spanske traktat, afslutningen på det Spanske imperium i Amerika og Stillehavet samtidig med at USA's imperialisme blev grundlagt.